# Роршах, Герман
Ге́рман Ро́ршах (нем. Hermann Rorschach; 8 ноября 1884, Цюрих — 2 апреля 1922, Херизау) — швейцарский психиатр и психолог, автор теста исследования личности «Пятна Роршаха» (1921). Ввёл в оборот термин «психодиагностика».

## Биография
Герман Роршах вырос в Шаффхаузене и сначала хотел стать художником, на что повлияло то, что его отец был учителем рисования, и сам он тоже занимался живописью и графикой. В кантональной гимназии Шаффхаузена Роршах вступил в студенческий союз Scaphusia и получил в нём прозвище Клекс («Клякса»). По рекомендации Эрнста Геккеля, которому написал письмо и получил ответ, Роршах начал изучать медицину в Цюрихе, чтобы впоследствии стать психиатром. Он слушал лекции Эйгена Блейера по общей и специальной психиатрии, а также в психиатрической клинике и у Карла Густава Юнга по психопатологии истерии. После нескольких семестров обучения в Цюрихе, Берне и Берлине в 1909 году Роршах сдал государственный экзамен на врача.
Во время обучения у него состоялась помолвка с его сокурсницей Ольгой Штемпелин из Казани, имеющей российское происхождение, на которой он женился в 1910 году. В последующем у них родилось двое детей: сын в 1917 году и дочь — в 1919. Герман Роршах с женой предприняли в 1913 году попытку найти работу врача в России, но она оказалась неудачной. Впоследствии Роршах работал в психиатрических заведениях в Мюнстерлингене, Берне, Вальдау и Херизау.
Длительное время в центре интересов Роршаха находился психоанализ. Он стал сторонником нового на тот момент психоаналитического метода в медицинских кругах Швейцарии.
В 1919 году Роршах занял пост вице-президента Швейцарского общества психоанализа. Работа Роршаха «Психодиагностика» увидела свет в 1921 году.
Роршах умер от перитонита после операции по удалению аппендицита в больнице в Херизау в возрасте 37 лет 2 апреля 1922 года.

## Публикации на русском языке
- Роршах Г. Психодиагностика. Методика и результаты диагностического эксперимента по исследованию восприятия. — М.: «Когито-Центр», 2003.
- Роршах Г. Психодиагностика. Таблицы. — 2004.